# 乙花イブ
乙花 イブ（おとか いぶ、2000年5月28日 - ）は、日本のAV女優。バンビプロモーション所属。

## 略歴
2020年2月、SODクリエイトの「KMHR」レーベルから「宮澤エレン（みやざわ えれん）」としてAVデビュー。専属女優として3作品に出演。所属事務所はアローズ。
2020年5月、バンビプロモーションに移籍し「乙花イブ」に改名。
2021年4月、フォーティーフォーマネジメントに所属し「小根森るる」に改名。

## 人物
カナダと日本のハーフで、カナダのオンタリオ州出身。
特技は料理。

## 作品

### アダルトビデオ

#### アダルトDVD
- 男の人全員にエロい目で見られたい! こう見えて性欲旺盛!超カワイイ原宿系ハーフの19才 AV Debut（2月20日、SODクリエイト）
- 妖精みたいなハーフ女子が巨大肉棒で見せた ギャップありすぎ 衝撃連続 絶頂（3月26日、SODクリエイト）
- ハーフの白肌とピンクマ○コにどぴゅっ! 大量精子 ぶっかけ&初中出しドキュメント!（4月23日、SODクリエイト）
- 素人女子大生限定! パンティ素股でカチカチち●ぽがアソコに擦れて赤面発情! クロッチは恥ずかし汁まみれ!そのまま生で擦り合わせて、ヌルヌルワレメに結局つるんっと入って生中出し!! 赤面女子2周年記念特別編 10人収録10時間撮り下ろし（8月14日、赤面女子）
- 見た目はマジメそうな新社会人・ゆあちゃん(20)はスイッチ入るとすんごいドスケベになっちゃう女の子（8月25日、あんず）※「ゆあ」名義
- 熟睡女子 6名4時間 夜這いハメ撮り Vol.02（8月27日、SODクリエイト）
- 清楚ビッチ&ギャルビッチ3P #ラブホ中出し円光 #黒髪VSギャル髪J● 恥かしドM黒髪清楚さらたん×変態天然ビッチぎゃるイブたん（8月27日、FIRST STAR）
- ごめんなちゃい。 僕らの暮らすシェアハウスに宅配にやって来るメタクソ可愛い配達員をみーんなで姦しちゃいましたw ハーフ美少女エマちゃん（9月1日、キチックス）※「エマ」名義
- パパと秘密の屋根裏ぐっしょり汗だくセックチュ 「ママには内緒だよ」（9月12日、FIRST STAR）
- カワイイ女子○生とエッチするために僕は教師になったんだ! 4 愛くるしい顔とピチピチスベスベで水も弾く肌に、発育中の微乳やまだまだ発育中の巨乳のおっぱいに、ムチムチパツパツ揉みごたえ十分に成長したお尻を持つイマドキ女子○生と変態教師の僕の特権であり権利です!（9月24日、SWITCH）共演:涼花くるみ、林愛菜
- 伝説のナンパ師がスカウト人生で溺愛した 美少女BEST3動画、初DVD化。（9月27日、MERCURY）
- 姑息!ゴム取りおじさんVS生中NG新人女優 乙花イブ&里仲ゆい（10月7日、パコパコ団とゆかいな仲間たち）
- 家賃一ヶ月分払うので家行ってもイイですか?? ガード固め胸元ゆるめ専門学生 おじいちゃんはアメリカ人!健康的クォーターバスケ好きガール美巨乳専門学生が白目痙攣イキ狂い! 家賃2ヶ月分でナマ中出しまでOK（10月25日、ナンパJAPAN）※「かりな」名義
- 夫婦で挑戦!JULIAの凄テクで夫が2回イカされたら妻が寝取られナマ中出しSEX!（11月13日、はじめ企画）※「はな」名義
- 『大きな胸でごめんなさい!』 巨乳を知らないうちに強調してしまっている奇跡の爆乳女子は不意に揉まれると激しく感じまくって男のいいなり!（11月19日、Hunter）
- 中出しロシアンルーレット 〜裏切り合う女たち〜（11月19日、Hunter）
- 驚異の脳バグ妊娠OKっ子! 無邪気なエロ乳ボディで「スケベおじさんが好き過ぎて…」 新鮮な危険日マ○コを種付け提供!! 若い美乳（11月25日、ジェントルマン）
- シリーズ50回記念!!ついに恥らい娘達の卑猥なワレメが餌食!? タオル一枚男湯入ってみませんか? 掟破りの過激挿入ミッションでおじさんチ○ポは大暴走! 10名全員SEX超豪華8時間SP（12月10日、SODクリエイト）※「おとみ」名義
- 顔出し解禁!! マジックミラー便 一流百貨店に勤務する清楚で品格漂う美容部員さん 初めての公開ディープキス編 vol.02 8人全員SEXスペシャル!! in銀座&日本橋 潤んだ口唇の美容部員さんが舌を激しく絡め合わせる濃厚接吻に思わずオマ○コ本気濡れ!仕事中にもかかわらずキスまみれのデカチンSEX!!（12月19日、ディープス）
- 王様ゲームで乱交しまくり! 若妻だらけの町内会は誘惑だらけ! 王様ゲームをやりたがるドスケベ若妻がハメを外し過ぎてまさかのハーレム大乱交! 2（12月19日、Hunter）
- 濡れてテカってピッタリ密着 神スク水 可愛い女子のスクール水着姿をじっとりと堪能!着替え盗撮から始まり貧乳から巨乳にパイパン、ハミ毛、ジョリワキ等のフェチ接写やローションソーププレイやスク水ぶっかけ等を完全着衣で楽しむAV（12月24日、親父の個撮）

- 制服女子ぎゅうぎゅう痴漢バス（1月1日、ドリームチケット）
- マジックミラー号ハードボイルド 箱の中身は何だろな? 肌の露出多めな未成年夏ガールが3回当てたら賞金10万円!のクイズにチャレンジ!! こっそり勃起したデカチンを握らされて恥じらいつつも大興奮! 手コキついでにセックスまでしてしまうのか?（1月8日、サディスティックヴィレッジ）※「えみり」名義
- 一般男女モニタリングAV 素人大学生限定 友達同士の男女がザーメン20mlを溜めるまで出られない密室からの脱出に挑戦! 6 女子大生が男友達を射精させるために恥じらいながらも手コキ・オナホコキ・フェラ・セックス! 何発出しても萎えない友達チ○ポと大量の精子を目の当たりにして思わず濡れる女子大生マ○コは性欲のままに何度も生挿入で連続中出し!（2月7日、ディープス）※「なつみ」名義
- 『私、脱いだらすごいんだからね!』 まだ子供…と、お子ちゃま扱いしていた年下の女子○生幼馴染が実はスタイル抜群の女性になってて思わずフル勃起!年下の幼馴染は今でも無邪気にボクの部屋に遊びにやってくる…親と喧嘩した日はこっそりとボクの部屋に泊まりにやってくる。ある日、子供扱いしていたら『私、脱いだら凄いんだかね』と言ってボクに裸を見せてきた!恥ずかしながらその美しさに見とれてしまいフル勃起!!幼馴染もボクの勃起チ○ポを見たら興奮して『お兄ちゃんの事ずっと好きだったんだ』と言って勃起チ○ポを触って来て発情!!子供だと思っていた年下の幼馴染は大人顔負けのいやらしいグラインド騎乗位で何度も何度もボクの上でイキまくり!!しかもボクも気持ち良すぎて何度も何度も中に出しちゃいました!（2月19日、Hunter）
- 親が付けてくれた家庭教師がとにかく巨乳過ぎてエロ過ぎ! いつも谷間が見える服を着ているから大きな胸が気になって勉強に集中できない!（2月19日、Hunter）
- 史上最高レベルにかわいい素人10名完全撮り下ろし永久保存版! 奥までズッポリ絶倫ピストンディルドオナニー 7（2月26日、S級素人）
- だれとでも定額挿れ放題! 月々定額料金さえ支払えば、校内の女子生徒や女教師でも誰でも挿れ放題! エピソード0（3月7日、Hunter）
- 青春足責め学園 蒸れた酸っぱい思春期の香りがする足で、気絶するほど責められました… 佐藤りこ 乙花イブ 水沢つぐみ 白石かんな 希望光 三葉優花 大川月乃（4月7日、犬）
- 腋が好きな男子、お姉さまのフェイスロック & 手コキで昇天する（4月25日、アロマ企画）
- パンティ越しのマン土手で窒息しそうな顔騎責め（5月7日、アロマ企画）
- エッチな女子○生の濡れ染みパンチラオナニー（5月19日、アロマ企画）
- 3つのエロポーズで見せるおま○ことアナル（5月25日、アロマ企画）
- 涼花くるみと乙花イブがレズっちゃうから男性課長の勃起が止まらないオフィス（6月7日、アロマ企画）
- バキューム乳首舐めされながらスローに亀頭弄られ続ける3P焦らされ性感（11月9日、アロマ企画）

#### ネット配信
- 熟睡女子 寝起きが一番気持ちイイ♡（5月5日、SODクリエイト）
- 【モデル顔ハーフギャル×生ハメ中出し5連発】黒船来襲!アメリカと日本の究極ハーフ&ハーフ!ボッキュィンボッン!!ハイビスカスさえも光らせる極上ボディ!まさに超天国からの5連発!イクイクイクイク絶頂RUSHの巻!【ギャルしべ長者24人目 えま】（5月30日、Jackson）※「えま」名義
- マ○カッツ志望!!北欧神話級のハーフ美女!!Eカップド淫乱ボディで容姿端麗の美白美肌のハーフ美少女の性癖は…真性ドMの変態さん!!首に手をやり手マンでド迫力潮吹き!!そのまま生チン挿入で手のリズムで激締めドMマ○コにガッツリ中出し!! /AV男優の電話帳/No.028（6月2日、プレステージプレミアム）※「えれん」名義
- 【初撮り】【プリッ尻美少女】【雪のような白肌】クラスで一番のモテ女が小遣い稼ぎでAVに出演。敏感すぎる身体は跳ねるように感じ、繰り返す快感に.. ネットでAV応募→AV体験撮影 1279（7月3日、シロウトTV）※「さら」名義
- マジ軟派、初撮。 1501 【ドM過ぎる変態娘】経験少なめなハーフ女子をアダルトグッズのモニター調査のテイでヤり倒す!ボン!キュッ!ボン!外国産の極上ボディは電マでほぐされ感度良好!きゅんきゅん締まる狭小マ●コにハードピストンでハメられる極太チ●ポ!甲高いアニメ声でイキまくる様子は必見!（7月9日、ナンパTV）※「まり」名義
- ラグジュTV 1277 電マで即イキ!感度最高の美容部員が登場!美乳・美尻・美脚!美意識溢れる全パーツがS級クオリティの美女と濃厚拘束プレイでハメまくる!（7月22日、ラグジュTV）※「雅千佳」名義
- イブ（7月31日、有限会社写楽企画）
- 音花（9月11日、素人ホイホイZ）
- 飛び散る汗!!神クビレハーフ美女のバルクましましSEX!!汗も天然ローション!?だくだくセクハラ筋トレの後のベタベタ濃厚ナマ性交!!全身リップでご奉仕する神対応の北欧系ハーフ美女の痙攣昇天!!/ラブホドキュメンタリー休憩2時間/80（9月18日、プレステージプレミアム）※「イブ」名義
- #812 Eve（11月27日、S-Cute）

- チャレンジ!タイマー電マ（1月16日、大洋図書）
- いぶ（1月30日、れいわしろうと）

### イメージDVD
- 飛び出せ青春Fカップ!（2020年7月30日、スパイスビジュアル）※「瀬戸春希」名義
- まだ何も知らない…（2021年1月3日、IMPACT）※「だいがくいも」名義